# 李莊張家祠
李莊張家祠位於四川省宜賓市翠屏區，文物遺址年代判定為清代。2007年6月1日公佈為四川省第七批文物保護單位。